# 1188 w polityce

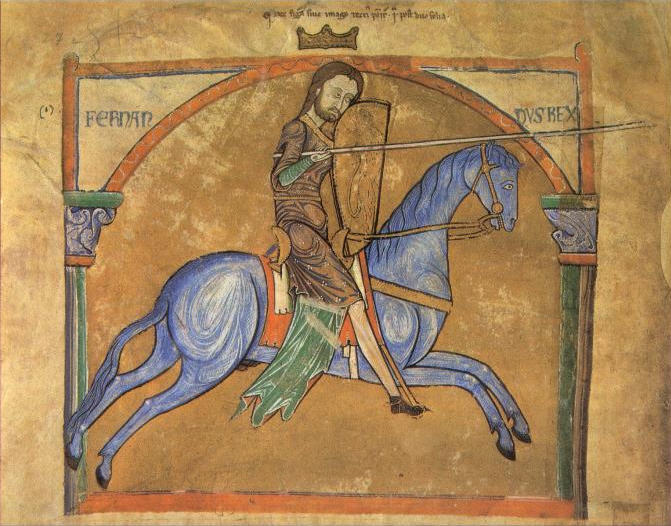
Ferdynand II

Wydarzenia polityczne w 1188 roku.

## Wydarzenia
- Król Alfons IX zwołał kortezy[1][2].

## Zmarli
- 22 stycznia Ferdynand II, król Galicji i Leonu[3].